# James Thorsteinson
Pour les articles homonymes, voir Thorsteinson.
James Thorsteinson est un homme politique provincial canadien de la Saskatchewan. Il représente la circonscription de Cut Knife-Turtleford à titre de député du Parti saskatchewanais depuis 2024.
Avant l'élection provinciale, Thorsteinson sert comme président du Parti saskatchewanais du 8 novembre 2014 au 18 mars 2023,.